# La Rochelle Business School
La Rochelle Business School – europejska szkoła biznesowa posiadająca kampusy w La Rochelleie. Założona w 1988 r. we Francji ma status grande école.
W 2019 roku La Rochelle BS uplasowała się na 79. miejscu pośród wszystkich szkół biznesowych w Europie.
Programy studiów realizowane przez La Rochelle BS mają potrójną akredytację przyznaną przez AMBA, EQUIS oraz AACSB.
Nauczycielem w tej szkole jest Alexandre del Valle, francuski politolog, dziennikarz.